# Etnologia

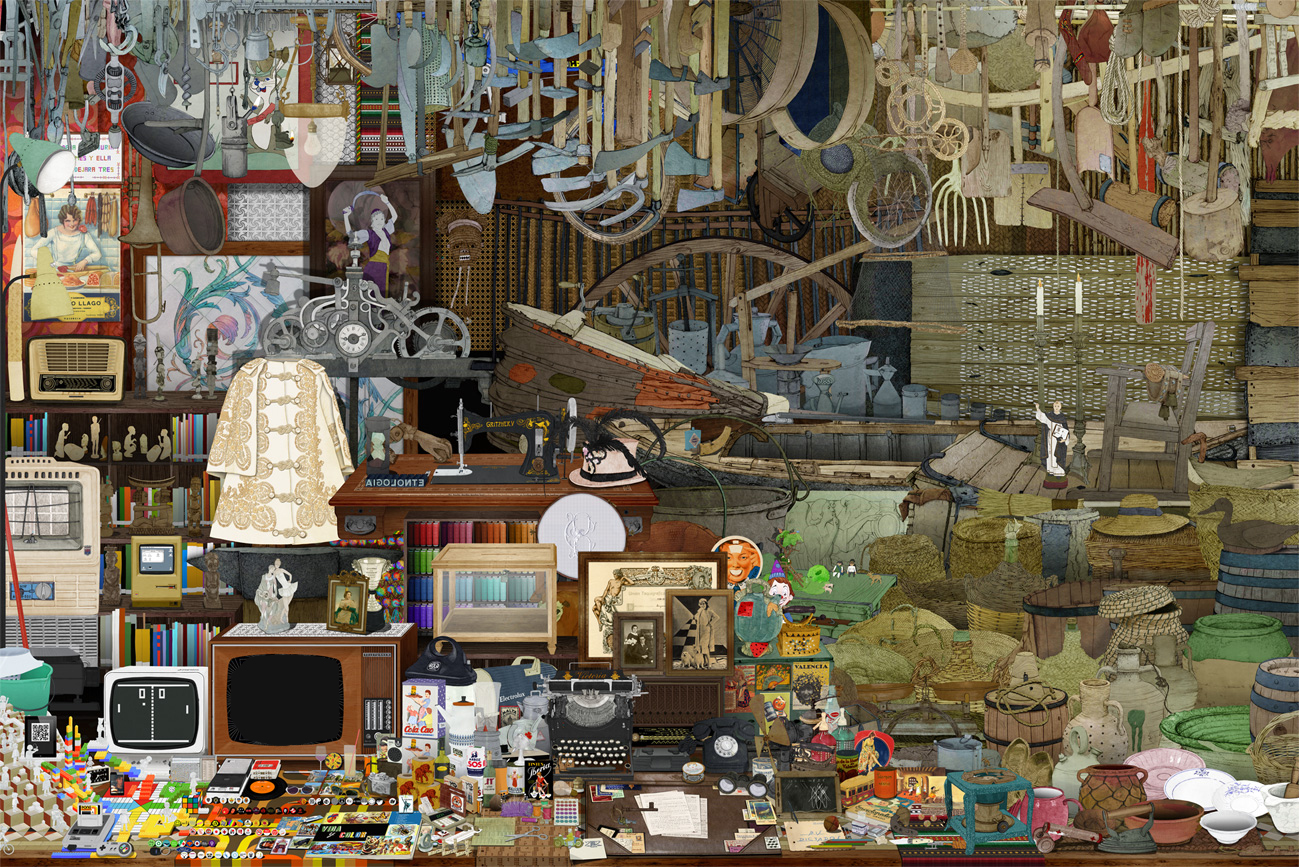
Col·lecció d'imatges que representen els objectes que poden encabir-se dins de l'estudi de la disciplina. Museu Valencià d'Etnologia

L'etnologia (del grec ethnos 'poble' i logos 'ciència', 'ciència dels pobles') és una ciència social que estudia les ètnies, els pobles i les seves cultures. Tot emprant les dades que li forneix l'etnografia, es basa en la comparació sistemàtica de les societats, principalment a partir de les seves pràctiques i creences. Entre els seus objectius hi ha la reconstrucció de la història humana, la formulació de lleis sobre la cultura i el canvi cultural, i la formulació de generalitzacions sobre la naturalesa humana. S'encavalca amb l'antropologia cultural, la diferència amb la qual deriva, en bona part, de l'epistemologia anglosaxona.

## Origen del concepte i del terme
El concepte d'etnologia fou elaborat el 1771-1772 pels historiadors de la Universitat de Göttingen A. L. Schlözer i J. C. Gatterer, sota la designació de Völkerkunde (literalment, 'coneixement dels pobles'). Schlözer, que partia de l'experiència del fundador de l'etnografia, Gerhard Friedrich Müller, ara, amb la seva Völkerkunde, aspirava a definir-ne la teoria general.
Concepte i terme foren recollits en llatí, ja en la forma ethnologia, per l'historiador eslovac Adam František Kollár (1718-1783) en Historiae iurisque publici Regni Ungariae amoenitates (Viena, 1783). Influït pel treball de Schlözer, Kollár hi usà ethnologia en el sentit de "ciència de nacions i pobles, o estudi mitjançant el qual els erudits investiguen els orígens, llengües, costums i institucions de diverses nacions (...) per tal de jutjar amb major coneixement de causa les nacions i pobles en els seus temps propis".
Terme i concepte foren usats per primera volta en forma romànica (en francès, ethnologie) per Alexandre-André-César de Chavannes l'any 1787, en la seva obra Essai sur l'éducation intellectuelle: avec le projet d'une science nouvelle, amb el significat d''estudi dels grups humans'.

## L'etnografia com a mètode de recerca de l'etnologia
L'etnografia consta de dues fases: la primera és el procés etnogràfic i la segona és el producte etnogràfic; en totes dues fases s'abasten diferents passos i moments de la investigació cultural, per a l'anàlisi i l'organització de les dades que finalment servirà a l'etnòleg per a la redacció del text.
El procés etnogràfic està compost per quatre passos:
1. La demarcació del tema o del camp
2. La preparació i la documentació
3. La investigació en camp
4. La conclusió.

El producte etnogràfic està compost per tres fases:
1. L'anàlisi i organització del material etnogràfic
2. L'elecció del tipus de monografia,
3. La redacció del text.

## Desenvolupament històric de la disciplina
El terme ha patit al llarg del temps diferents canvis de sentit. Els estudiosos europeus s'adonaren de la veritable complexitat d'allò que anomenaven pobles "primitius" o pobles "salvatges", que en un principi consideraven formes simples d'organització social i, per tant, fàcils de descriure i comprendre. El terme fou utilitzat inicialment en el vessant físic, la ciència que estudia la classificació de les ètnies, per després passar a designar, durant el segle xx, el conjunt de les disciplines que estudien les "societats primitives".
L'etnografia, que inicialment només estudiava les característiques ètniques de les poblacions, en relació amb les diferències lingüístiques dels diversos grups humans, avui realitza principalment una observació directa i la descripció dels distints grups humans; ofereix els seus resultats a l'etnologia, la qual utilitza les dades etnogràfiques de manera comparativa.
Avui dia, hi ha la tendència de donar a la descripció etnogràfica una importància molt superior respecte al passat; aquest fet està motivat especialment pel naixement d'una concepció textual de l'etnologia, l'antropologia. La descripció etnogràfica era considerada un procediment estrictament tècnic del treball de recerca, recollir "dades" i "fets" observables; la descripció etnogràfica agafa avui la qüestió de la interpretació de l'objecte etnogràfic, així com la perspectiva del subjecte observant i la dimensió "dialògica", interacció entre etnògraf i "nadiu", durant el treball de camp.
El terme etnologia canvia de significat encara avui dia, segons les diferents escoles acadèmiques de la disciplina i del país de procedència, principalment el Regne Unit, França i els Estats Units, corrents diferents que es basen en teories i mètodes d'interpretació de la realitat històrica dels grups humans, moltes vegades en contrast entre si. Claude Lévi-Strauss, conscient d'aquesta situació, la plasmà en un seu treball del 1954 Les ciències socials en l'educació superior, publicat per la UNESCO, i reproduït en Antropologia estructural (1958), que continua sent actualment un text de referència.
El desenvolupament de la recerca ha demostrat que ja no és possible separar l'etnologia de l'antropologia i de la història. El món acadèmic britànic parla en general d'antropologia social. A França, es parla d'etnologia social o antropologia social. Als Estats Units, simplement d'antropologia, tot unint així tots els aspectes: arqueologia, antropologia física, de la sociologia a l'antropologia cultural. Avui dia, la tria del terme acaba sent, sobretot, una indicació de quin és el mètode predominant per al mateix objecte d'estudi.

## Fins de l'etnologia
L'objectiu fonamental de l'etnologia és conèixer pobles distants que semblen diferents de nosaltres (societats urbanes clàssiques del segle XXI). Aquest objectiu no és res nou, ja que ja en el món clàssic historiadors com Heròdot descrivien les diferències i rareses de costums en els perses o egipcis, així com Marco Polo i els seus viatges per Àsia durant l'Edat Mitjana, o l'interès que se suscita en el Renaixement, al qual sí que s'afegeix l'interès antropocèntric per saber i conèixer de l'ésser humà.
Pel que fa a la seva història, cal assenyalar que cap a finals del segle xix es van fundar dues escoles d'etnologia als Estats Units (Franz Boas) i a Alemanya (Leo Frobenius). La primera va fer estudis del folklore dels aborígens d'Amèrica del Nord i va treure a la llum la teoria de les àrees culturals, mentre que la segona va introduir l'expressió de «kulturkreis» (regió cultural). Més endavant van sorgir les escoles funcionalistes (amb Bronisław Malinowski i Alfred Reinald Radcliffe-Brown al capdavant) i els estudis interculturals (de Murdock, Whiting i Edward Burnett Tylor).
Pel que fa a autors rellevants, es podria citar principalment Marcel Mauss, sociòleg i antropòleg francès considerat com el pare de l'etnologia francesa. Nebot i deixeble de Durkheim, és l'autor de l'influent Essai sur le don. Forme et raison de l'échange dans les societés archaiques (1925).

## Disciplina científica
En comparació amb l'etnografia, l'estudi de grups individuals a través del contacte directe amb la cultura, l'etnologia pren la recerca que els etnògrafs han recopilat i després compara i contrasta diferents cultures.

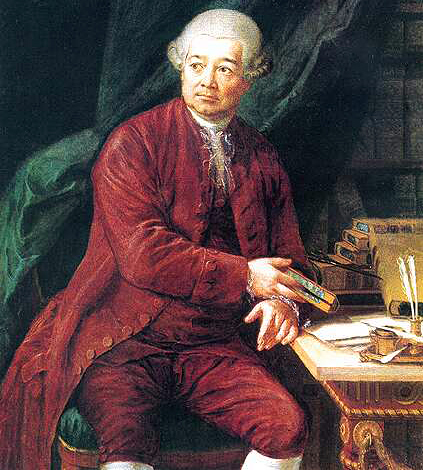
Adam František Kollár, 1779

El terme etnologia s'atribueix a Adam Franz Kollár (1718-1783) que el va utilitzar i el va definir a la seva Historiae ivrisqve pvblici Regni Vngariae amoenitates publicada a Viena el 1783, com: "la ciència de les nacions i dels pobles, o, aquell estudi dels homes sabuts en què indaguen sobre els orígens, les llengües, els costums i les institucions de diverses nacions, i finalment la pàtria i els antics seients, per tal de poderjutjar millor les nacions i els pobles en els seus temps".
L'interès de Kollár per la diversitat lingüística i cultural va ser despertat per la situació del seu Regne d'Hongria, multiètnic i multilingüe, i les seves arrels entre els eslovacs, i pels canvis que va començar a sorgir després de la retirada gradual de l'Imperi Otomà als més llunyans Balcans.
Entre els objectius de l'etnologia hi ha la reconstrucció de la història humana, i la formulació d'invariants culturals, com ara el tabú de l'incest i la cultura de canvi, i la formulació de generalitzacions sobre "naturalesa humana", concepte que ha estat criticat des del segle XIX per diversos filòsofs (Hegel, Marx, estructuralisme, etc.). En algunes parts del món, l'etnologia s'ha desenvolupat al llarg de camins independents d'investigació i doctrina pedagògica, amb l′antropologia cultural dominant, especialment als Estats Units, i l′antropologia social a Gran Bretanya. La distinció entre els tres termes és cada cop més borrosa. L'etnologia s'ha considerat com un camp acadèmic des de finals del segle XVIII, especialment a Europa i, de vegades, es concep com qualsevol estudi comparatiu de grups humans.

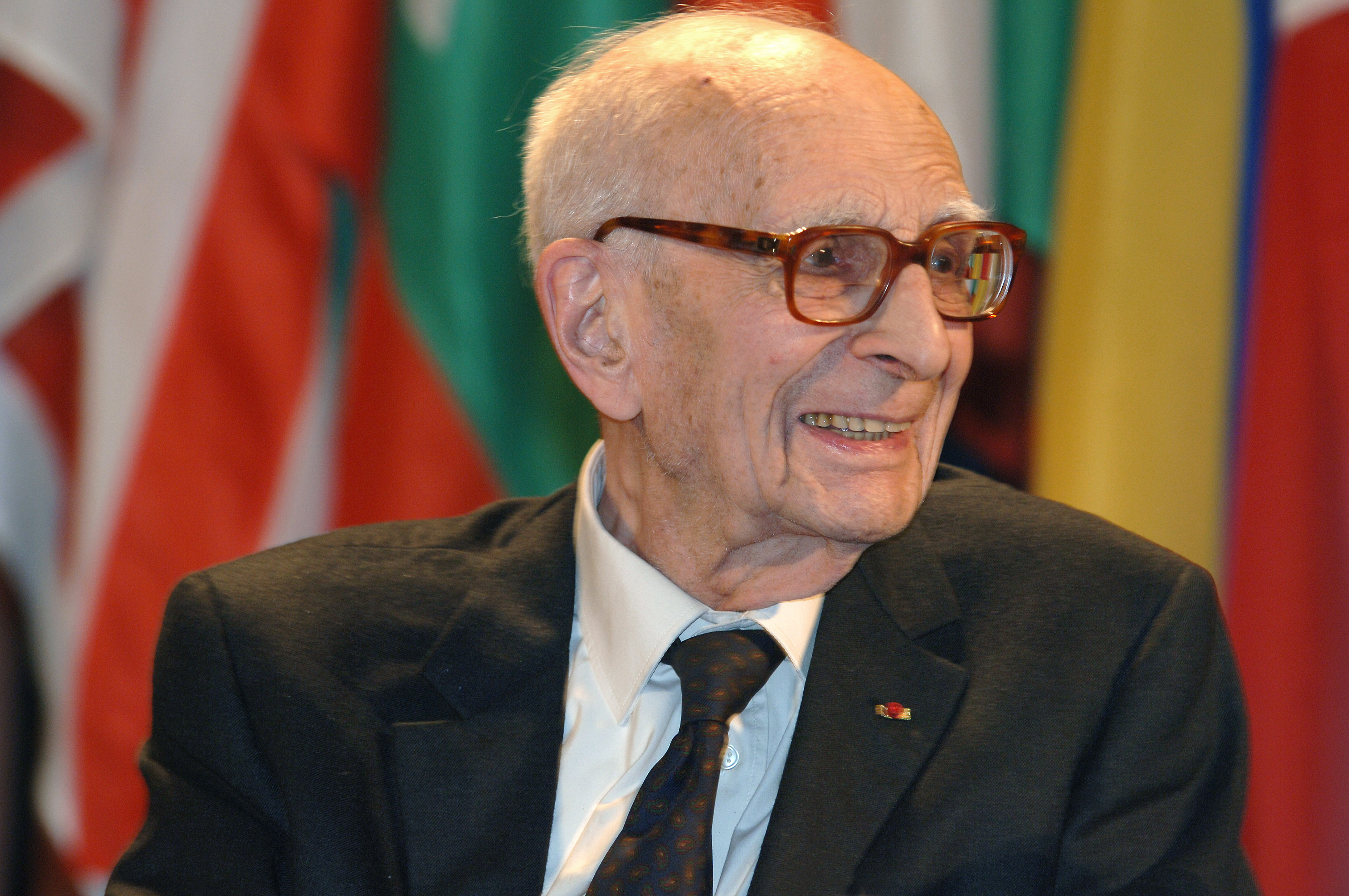
Claude Lévi-Strauss

L'exploració d'Amèrica al segle XV per part dels exploradors europeus va tenir un paper important en la formulació de noves nocions d'Occident (el món occidental), com ara la noció d′"Altre". Aquest terme s'utilitzava juntament amb "salvatges", que era vist com un bàrbar brutal o, alternativament, com el "noble salvatge". Així, la civilització es va oposar d'una manera dualista a la bàrbara, una oposició clàssica constitutiva de l'etnocentrisme encara més comunament compartit. El progrés de l'etnologia, per exemple amb l'antropologia estructural de Claude Lévi-Strauss, va portar a la crítica de les concepcions d'un progrés lineal, o la pseudo-oposició entre "societats amb històries" i "societats sense històries", jutjats massa dependents d'una visió limitada de la història com a constituïda pel creixement acumulat.
Lévi-Strauss es referia sovint als Assaigs de Montaigne sobre el canibalisme com un primer exemple d'etnologia. Lévi-Strauss pretenia, a través d'un mètode estructural, descobrir invariants universals en la societat humana, el principal entre els quals creia que era el tabú de l'incest. Tanmateix, les afirmacions d'aquest universalisme cultural han estat criticades per diversos pensadors socials dels segles XIX i XX, inclosos Marx, Nietzsche, Foucault, Derrida, Althusser i Deleuze.
L'escola francesa d'etnologia va ser especialment significativa per al desenvolupament de la disciplina, des de principis dels anys cinquanta. Figures importants d'aquest moviment han inclòs Lévi-Strauss, Paul Rivet, Marcel Griaule, Germaine Dieterlen i Jean Rouch.

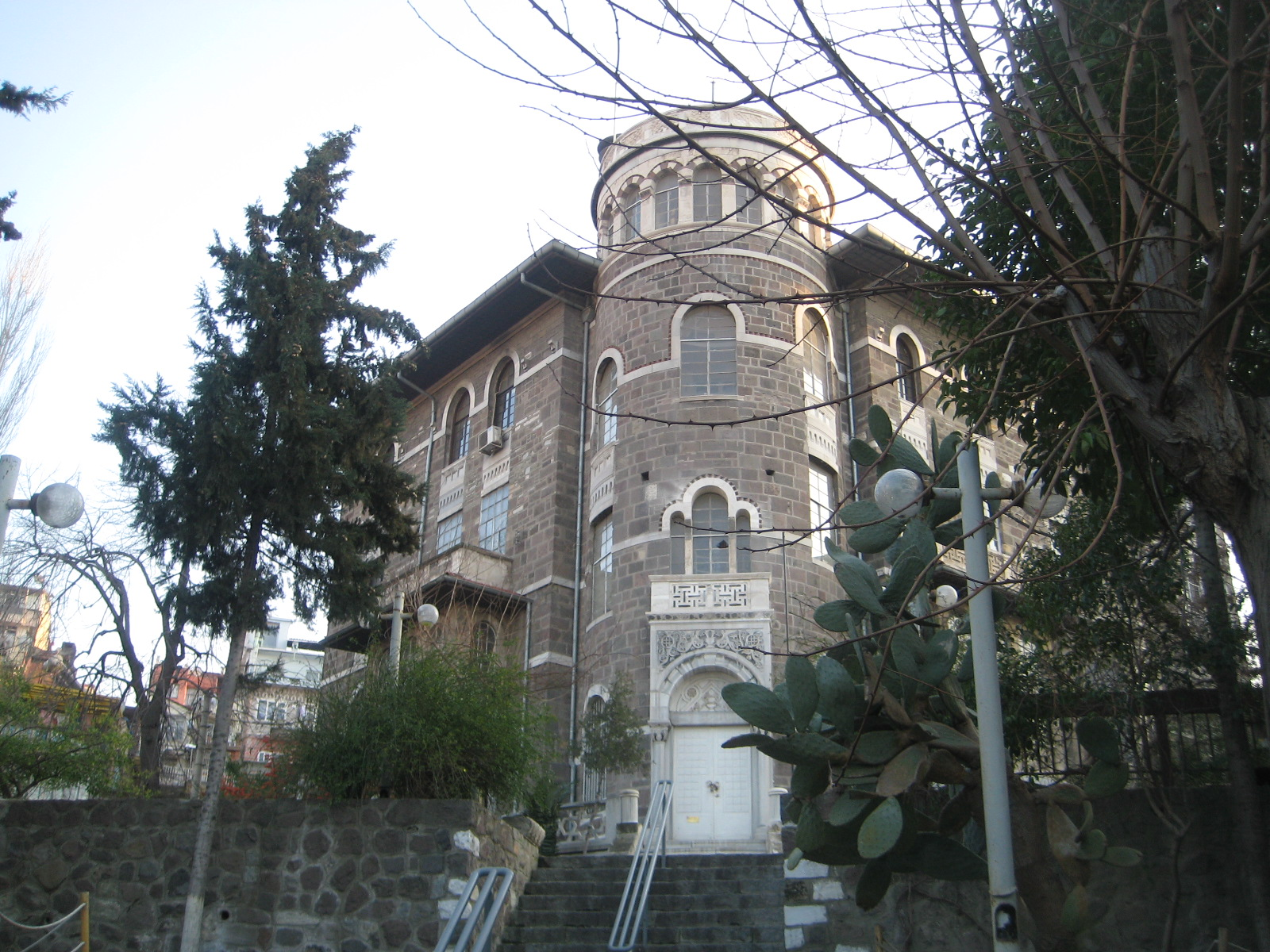
Museu Etnogràfic d'Esmirna (İzmir Etnografya Müzesi) vist des del pati.

## Etnologia a les ciències humanes

### Etnologia i sociologia
Històricament, l'etnologia es diferencia de la sociologia perquè no afavoreix l'estudi dels fenòmens socials als països desenvolupats com ho farien aquests últims, sinó les comunitats tradicionals, que durant molt de temps s'han considerat com "[cultures] primitives". A l'actualitat, però, els etnòlegs es comprometen a redescobrir aquests aspectes culturals suposadament "primitius" a les societats occidentals (la màgia per exemple).
Hi ha una diferència entre l'etnologia i la sociologia en els angles d'enfocament. Es pot atribuir a la sociologia mètodes quantitatius formats per enquestes, qüestionaris i entrevistes individualitzades. En canvi, l'etnologia utilitza mètodes qualitatius, com ara enquestes a llarg termini i l'observació participant.
També es pot esmentar la dimensió simbòlica com a característica de l'etnologia: estudi de mites, ritus i pràctiques simbòliques globals i percepcions del món circumdant. Aquesta distinció va ser resumida per l'etnòleg Jean Poirier (1921-2009): «Recordem que la definició d'etnologia ha evolucionat profundament. Sembla que avui, reconeguda com a ciència de les comunitats (grups centrats en motivacions tradicionalistes), mesura millor les seves relacions amb la sociologia, una disciplina germana, ciència de les comunitats (grups centrats en motivacions racionalistes)».

## L'Etnologia a Catalunya

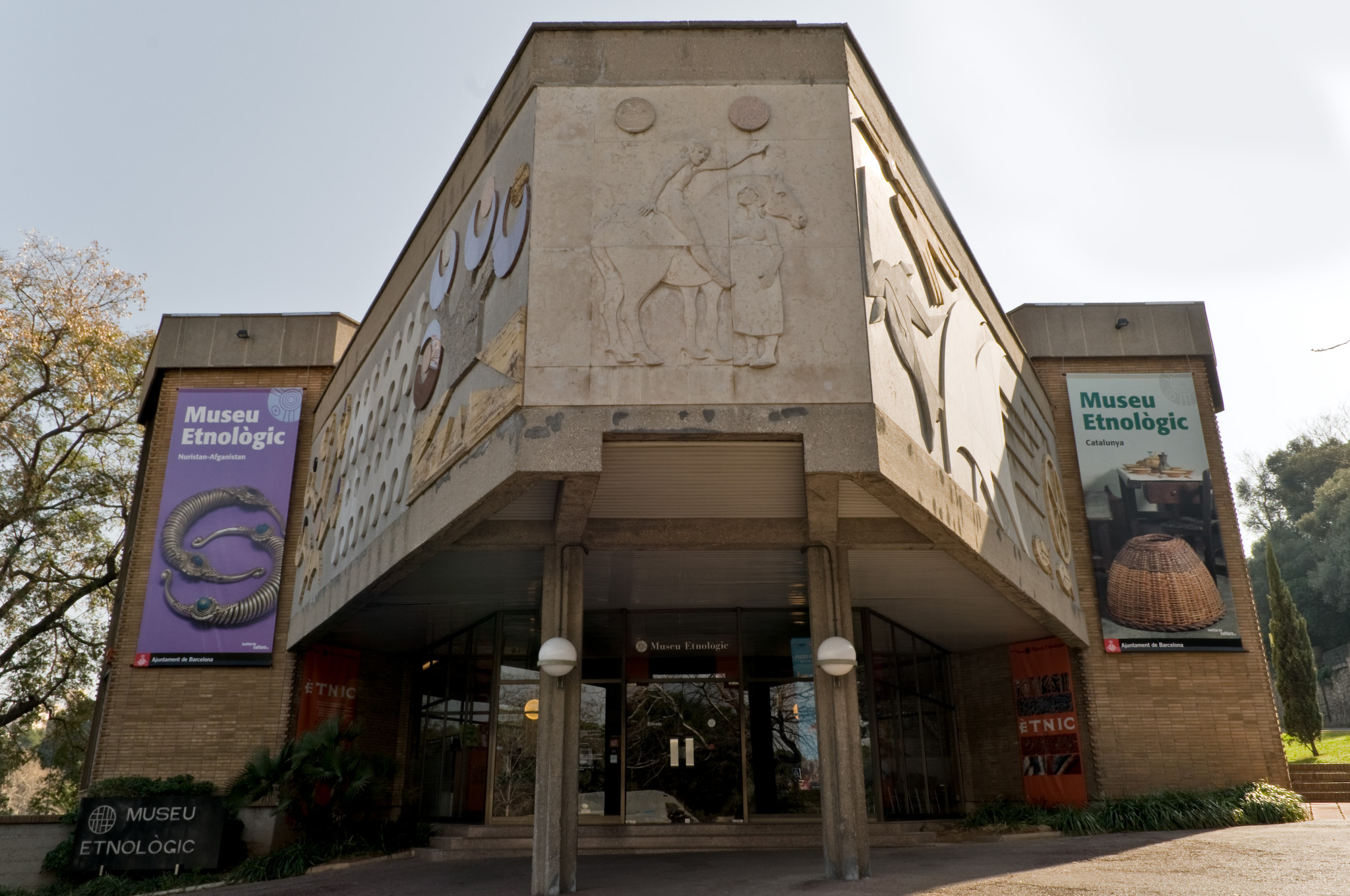
Façana de la seu Històrica del Museu Etnològic i Colonial de Barcelona (Actual seu de Montjuïc del Museu Etnològic i de Cultures del Món)

A Catalunya s'ha promocionat històricament la recerca i difusió etnològica a través de diverses iniciatives i institucions. Tot i que els orígens es remunten al 1910, no serà fins a l'any 1949 s'inaugurava a Barcelona el Museu Etnològic i Colonial, reafirmant la presència de la disciplina al territori català. Anys més tard, i en un procés de canvis i reformulacions de la institució, la nomenclatura passaria a ser Museu Etnològic i de Cultures del Món.
Així mateix, a la Llei 9/1993, de 30 de setembre, del Patrimoni Cultural Català, s'establia que un dels focus d'actuació de l'administració havia de ser el patrimoni etnològic. Arran d'això, es fundà el Centre de Promoció de la Cultura Popular i Tradicional Catalana (CPCPTC), que el 2011 passaria a ser la Direcció General de Cultura Popular i Associacionisme Cultural. Des d'aquesta institució, s'ha finançat i difós l'etnologia a Catalunya a través de l'Inventari del Patrimoni Etnològic de Catalunya i la Revista d'Etnologia de Catalunya. Sempre amb estreta col·laboració amb els antropòlegs i antropòlogues que han fet de l'etnologia de Catalunya el seu objecte d'estudi, així com les entitats de professionals i amateurs que també s'hi han dedicat a través de l'Observatori del Patrimoni Etnològic i Immaterial.

## Etnòlegs
- Fritz Graebner
- Marc Augé
- Eudald Carbonell
- Wilhelm Schmidt
- Pierre Clastres
- Marcel Mauss
- Christoph von Fürer-Haimendorf
- Dolors Llopart[12]
- Jesús Contreras
- Josep Maria Comellas[13]
- Josefina Roma